# Shenzhou 5
Shenzhou 5 (神舟五号) var Kinas första bemannade rymdfarkost.
Farkosten sköts upp med en Chang Zheng 2F raket, från Jiuquans satellituppskjutningscenter i Inre Mongoliet, den 15 oktober 2003.
Ombord fanns den första kinesiska rymdfararen Yang Liwei. Shenzhou 5 var den femte farkosten i Shenzhouprogrammet, vilket syftar till att etablera en kinesisk bemannad rymdfart.
Farkosten återinträdde i jordens atmosfär och landade 21 timmar och 23 minuter senare i Inre Mongoliet.